# Zonitis minutissima
Zonitis minutissima är en skalbaggsart som beskrevs av Pinto 2001. Zonitis minutissima ingår i släktet Zonitis och familjen oljebaggar. Inga underarter finns listade i Catalogue of Life.